# Marchio di colore
Un marchio di colore è un marchio registrato, può essere solo uno o più colori in combinazione senza una figura.

## Base
Un colore astratto può assolvere la funzione di marchio distintivo di un oggetto, di un prodotto (economia) di una azienda e distinguerlo da altri simili. Da ciò deriva la possibilità di poterlo registrare presso l'Ufficio marchi e brevetti.
| Colore | Azienda                | Note                                                   |
| --- | ---------------------- | ------------------------------------------------------ |
| Pantone 368 (Verde) | Dresdner Bank          | Finanza.                                               |
| RAL-1021 (Giallo) | ADAC                   | Automobil Club Tedesco.                                |
| RAL-4010 (Magenta) | Deutsche Telekom       | Telecomunicazioni (Numero di registrazione 39552630.2) |
| Pantone 280 (Blu) Nivea-Blu | Beiersdorf AG          | Marchio registrato a livello mondiale.                 |
| Milka-lillaa) | Mondelēz International | Confezioni di cioccolato.                              |
| a) Questo colore nel 1995 fu reclamato da Kraft Foods come primo marchio di colore, protetto dal diritto europeo. In un procedimento dell'ottobre 2004 la Corte federale di giustizia ha esaminato la richiesta per il colore lilla di una confezione di cioccolato. |                        |                                                        |